# Срђан Миличевић
Срђан Миличевић (рођен 2. новембра 1976) је стонотенисер из Босне и Херцеговине. 

## Спортска каријера
Такмичио се у појединачној конкуренцији за мушкарце на Љетњим олимпијским играма 2004. године у Атини за Босну и Херцеговину. Посљедњи резултати као активног такмичара су из 2011. године.
Покренуо је и стонотениску школу у Травнику. 
На четвртој сједници Управног одбора Стонотениског савеза Босне и Херцеговине је изабран за селектора мушке јуниорске репрезентације Босне и Херцеговине 2011. године.